# Južni Lanarkshire
Južni Lanarkshire (škotski Siorrachd Lannraig a Deas, engleski: South Lanarkshire) je jedna od 32 pokrajine u Škotskoj, koja pokriva južni dio krajine Lanarkshire. Pokrajine s kojima graniči su Scottish Borders, Istočni Renfrewshire, Dumfries i Galloway, Istočni Ayrshire, Sjeverni Ayrshire, Grad Glasgow i Sjeverni Lanarkshire.

## Gradovi i sela
- Auchenheath
- Blackwood
- Blantyre
- Cambuslang
- Carluke
- Carstairs
- Coalburn
- East Kilbride
- Hamilton
- Kirkmuirhill
- Lanark
- Larkhall
- Lesmahagow
- New Lanark
- Rutherglen
- Strathaven
- Stonehouse
- Wishaw

## Znamenitosti
- Dolina Clydea
- Craignethan
- Vodopadi Clydea
- New Lanark World Heritage Site
- Cadzow
- Chatlerhault Country Park
- David Livingstone Centre